# Eucereon stellifera
Eucereon stellifera är en fjärilsart som beskrevs av Butler 1877. Eucereon stellifera ingår i släktet Eucereon och familjen björnspinnare. Inga underarter finns listade i Catalogue of Life.